# Alacránite
L'alacránite è un minerale.